# Торсон, Константин Петрович
Константи́н Петро́вич Торсо́н (27 сентября 1793 года, Санкт-Петербург — 4 декабря 1851 года, Селенгинск) — капитан-лейтенант, адъютант начальника Морского штаба, кругосветный мореплаватель, декабрист.

## Семья
Родился в семье лютеран, вероятно, выходцев из Швеции.
Отец — Пётр Давыдович Торсон, майор Генерального штаба, подполковник в свите по квартирмейстерской части. Мать — Шарлотта-Христина Карловна Тиман.

## Военная карьера
4 сентября 1803 года зачислен в Морской кадетский корпус. 23 мая 1806 года произведён в гардемарины.
Участник русско-шведской войны 1808—1809 годов. 6 сентября 1808 года участвовал в сражении со шведским гребным флотом у островов Пальво и Судсало. За отличие в этой битве по личному разрешению императора Александра I пятнадцатилетний гардемарин 1 апреля 1809 года был произведён в мичманы. 30 июля 1809 года участвовал в сражении фрегата «Богоявление Господне» с шведским фрегатом.
Отличился в Отечественной войне 1812 года: высадившись во главе партии матросов фрегата «Амфитрида», на котором он тогда служил, на берег за пресной водой, был атакован превосходящим отрядом французов у Либавы 9 июля 1812 года. Несмотря на ранение, командовал отрядом в бою при отходе к катеру и затем под огнём с берега благополучно вернулся на борт фрегата. Получив в награду орден Святой Анны 3-й степени 18 (31) июля 1812 года, мичман Торсон стал первым морским офицером, награждённым за участие в Отечественной войне.
26 июля 1814 года произведён в лейтенанты.
В 1819—1821 годах на шлюпе «Восток» участвовал в кругосветном плавании Ф. Ф. Беллинсгаузена и М. П. Лазарева, которая впервые в истории подошла к шельфовым ледникам Антарктиды. Именем Торсона был назван остров в южной части Атлантического океана. После восстания декабристов остров переименовали в Высокий.
С 22 июля 1823 года — адъютант начальника Морского штаба. 30 августа 1824 года произведён в чин капитан-лейтенанта. Работал над составлением проектов, касающихся судостроения, участвовал в работе комиссии по составлению смет строительства военных судов. Высказал мысль о необходимости отказа от гребных колес на кораблях и разработке водометного движителя.
С 15 декабря 1824 года — действительный член Вольного общества любителей российской словесности.

## Декабрист
В конце 1824 или в начале 1825 года вступил в Северное тайное общество. Принял в это общество братьев Николая и Михаила Бестужевых. Торсон не принимал непосредственного участия в восстании на Сенатской площади 14 декабря, но был одним из активнейших членов Северного общества. Ему, как флотскому офицеру, поручалось после ареста императорской семьи вывезти её за границу на фрегате.

### Арест и каторга
Арестован 15 декабря 1825 года. После допроса отправлен в Свеаборгскую крепость. 26 апреля 1826 года переведён в Петропавловскую крепость. 6 мая 1826 года Торсону разрешили писать о реформировании флота.
По приговору Верховного суда отнесён ко второму разряду «государственных преступников» и осуждён к «политической смерти». 10 июля 1826 года приговорён к каторжным работам на 20 лет. 22 августа срок каторги был сокращён до 15 лет. 10 декабря отправлен в Сибирь. 28 января 1827 года одним из первых прибыл в Читинский острог. В сентябре 1830 года переведён в Петровский Завод. 8 ноября 1832 года срок каторги сокращён до 10 лет.
В «каторжной академии» читал лекции о российской финансовой системе, рассказывал о кругосветном путешествии, о своих трудах по механике. Продолжал работу над проектами реформирования на флоте. Занимался изобретением и изготовлением сельскохозяйственных машин: молотилок, веялок, сеялок, косилок и так далее. Вместе с Николаем Бестужевым отремонтировал водяную мельницу в Петровском Заводе, механизировал дутьё на заводской домне.

Константин Петрович Торсон гардемарином участвовал в сражении со шведами в Финском заливе в 1808 году. Лейтенантом на шлюпе «Восток» обошёл вокруг света. В 1824 году произведён в капитан-лейтенанты — блестящая карьера, любимец флота, близость к высшим кругам империи. После разгрома декабрьского восстания, в 1826 году, осуждён на каторгу. В Нерчинских рудниках, в Петровском каземате он обдумывал программу развития производительных сил Сибири. На вечной ссылке в Селенгинске он ставит себе цель — быть полезным краю введением машин, и сам строит молотилку. Занимается бахчеводством — откуда флотский офицер знал сельское хозяйство?… 
— Господин лейтенант, — сказал здесь Беллинсгаузен, — поздравляю вас присвоением имени вашего этому острову, служите и впредь славе России, и да поможет вам бог!… 
Как же было невесело Фаддею Фаддеичу потом, после восстания, по приказу царя стирать имя лейтенанта с карты и вписывать «Высокий». Быть может, и новым названием Беллинсгаузен намекал на высокий дух своего юного соплавателя…— Конецкий В.В. Третий лишний: Повесть, гл. 5 // Собрание сочинений в 7 томах (8 книгах). — СПб.: Международный фонд «300 лет Кронштадту — возрождение святынь», 2001—2003. — Т. 6. — 704 с.

### Ссылка

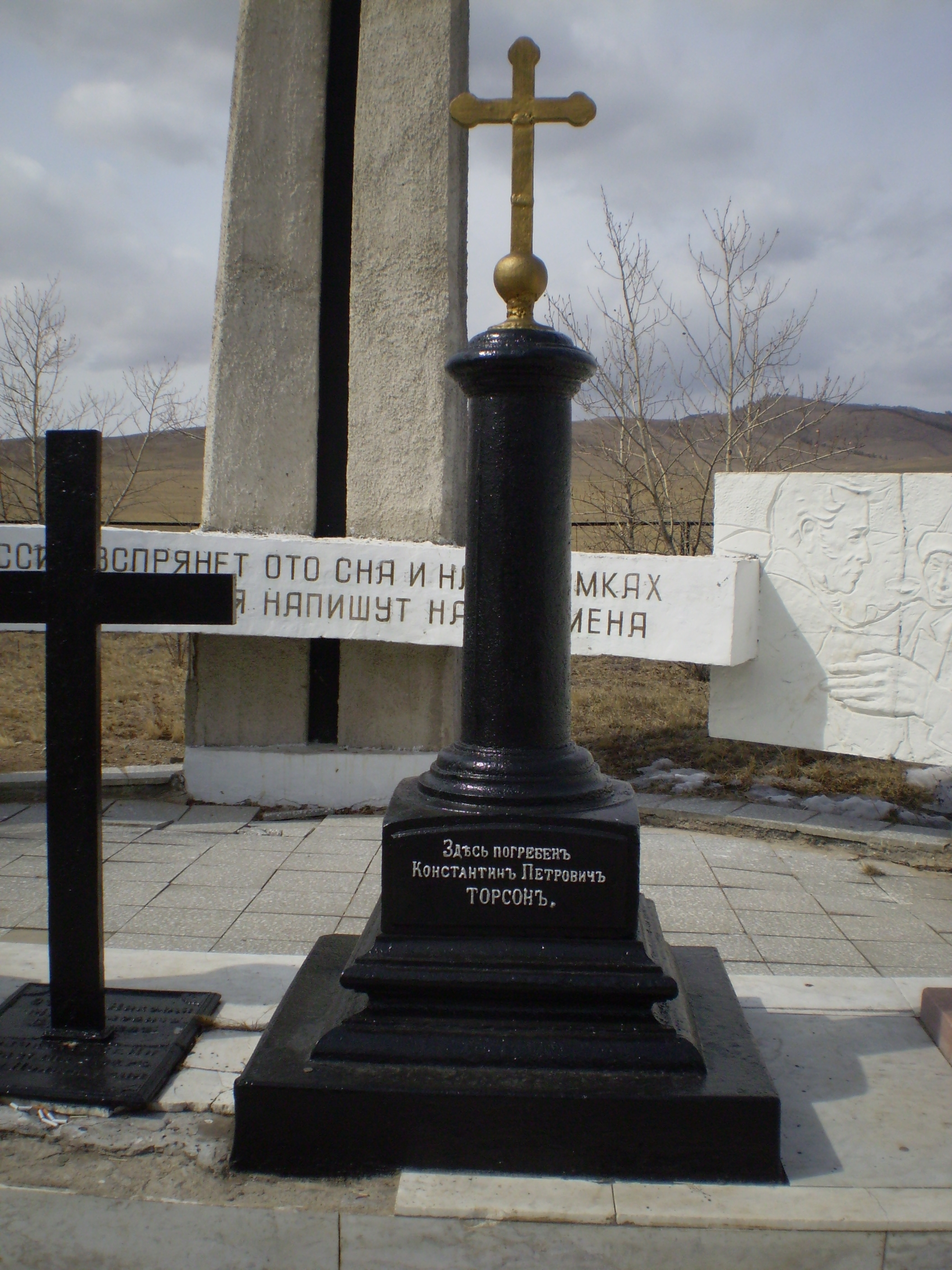
Могила К. П. Торсона в Новоселенгинске

В декабре 1835 года вышел на поселение и направлен в Акшинскую крепость на юге Восточного Забайкалья. В 1836 году написал статью «Сельскохозяйственное и географическое описание местности крепости Акша на берегу реки Онон».
15 января 1837 года Торсон получил разрешение на поселение в Селенгинск и прибыл в город 21 мая того же года. 14 марта 1838 года к нему переехали мать и сестра.
В Селенгинске продолжал заниматься постройкой и усовершенствованием сельскохозяйственных машин, написал статью «Взгляд на изобретение и распространение машин». Пытался внедрить в Сибири молотилку собственной конструкции, выращивал арбузы и дыни.
Из-за Торсона братья Бестужевы решили поселиться в Селенгинске, хотя должны были ехать в Западную Сибирь. С Бестужевыми в своём доме Торсон организовал школу для обучения грамоте и ремёслам детей местных жителей.
В июне 1838 года и в 1847 году ездил для лечения на Туркинские минеральные воды (ныне курорт Горячинск в Бурятии).
Жил в гражданском браке с Прасковьей Кондратьевой. В 1841 году у них родилась дочь Елизавета, которая получила отчество Петровна по имени крёстного отца и фамилию Кондратьева. Также был сын Пётр Кондратьев.
Торсон умер в Селенгинске 4 декабря 1851 года. Похоронен на Посадском кладбище на берегу Селенги. 19 августа 1852 года рядом с ним погребли его мать, Шарлотту Карловну. Позже, в 1855 году, здесь был похоронен и Николай Бестужев.
Архивы Торсона попали на хранение барону А. Е. Розену. Сестре Торсона, Екатерине, в 1855 году было разрешено вернуться в Европейскую Россию. В 1858 году она жила в Москве и получала материальную помощь от Малой артели декабристов.

## Награды
- орден Святой Анны III степени (31 июля 1812 года)
- Серебряная медаль в память 1812 года
- орден Святого Владимира IV степени за участие в кругосветном плавании Ф. Ф. Беллинсгаузена

## Комментарии
1. ↑  По действовавшему порядку производство в офицеры было возможно только при достижении 17-летнего возраста — / Декабристы: Актуальные направления исследований — СПб.: Нестор-История, 2014. — 460 с.